# حبيبي ده (ناري نارين)
حبيبي ده وتعرف ايضاً بناري نارين هي أغنية مصرية صدرت عام 2000 من ألبوم حبيبي ده. الأغنية من كلمات أيمن بهجت قمر وألحان رياض الهمشري وغناء هشام عباس وشاركته في الجزء الهندي المغنية بومباي جايشري وظهرت في الفيديو كليب الممثلة الهندية ريفا بوبر. حققت الأعنية نجاح ساحق وحصلت على العديد من الجوائز.
في 2019 تصدرت الأغنية مواقع التواصل الاجتماعي بسبب ظهور نسخة من الأغنية في الفليم الهندي صنع في الصين بعنوان The Naari Naari، حيث تم دمج الأغنية مع كلمات هندية وحرص أبطال العمل على الغناء باللغة العربية ضمن الأغنية، مع الغناء بالهندي ولكن على ذات لحن الأغنية المصرية الشهيرة.

## كلمات الأغنية
```
ناري نارين ناري من جماله
```

ناري نارين قلبي ايه جراله
من نظرة خدني ودبنا احنا سوا حبيبي ده
اجمل كلام بعيونه قاله عن الهوا حبيبي ده
حبيته واعمل ايه ناري من اللى انا فيه
نارى نارين
ناري نارين ناري من جماله
ناري نارين قلبي ايه جراله
آه من خدوده صوته وعوده وضحكته
قربت منه عشقت ناره ورقته حبيبى ده
نارى نارين
ناري نارين ناري من جماله
ناري نارين قلبي ايه جراله
سلمته قلبي حتى قبل ما اكلمه حبيبى ده
ماهو كان في بالى وف خيالي برسمه حبيبى ده
Teri nazar ki mein ghulam Habibi Dah
Dil mera ab tera makaam
نارى نارين
ناري نارين ناري من جماله
ناري نارين قلبي ايه جراله

## وصلات خارجية
- فيديو كليب أغنية حبيبي ده على يوتيوب